# Veggenti (Michelangelo)

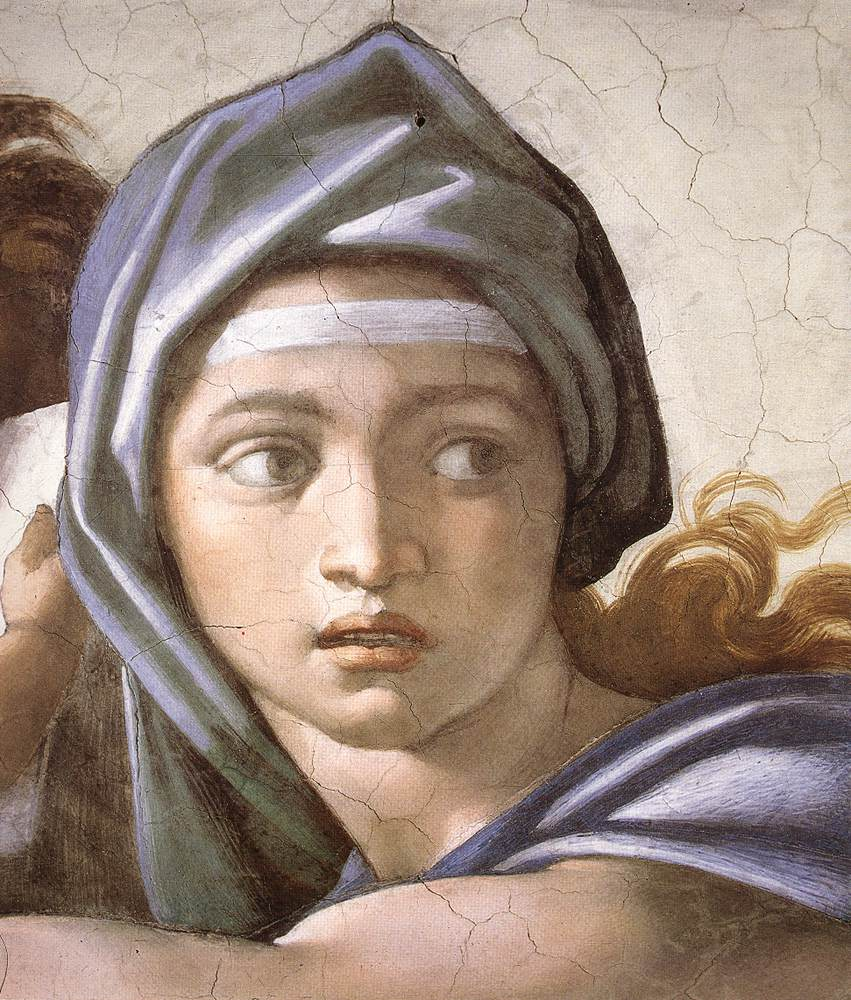
Sibilla Delfica, dettaglio

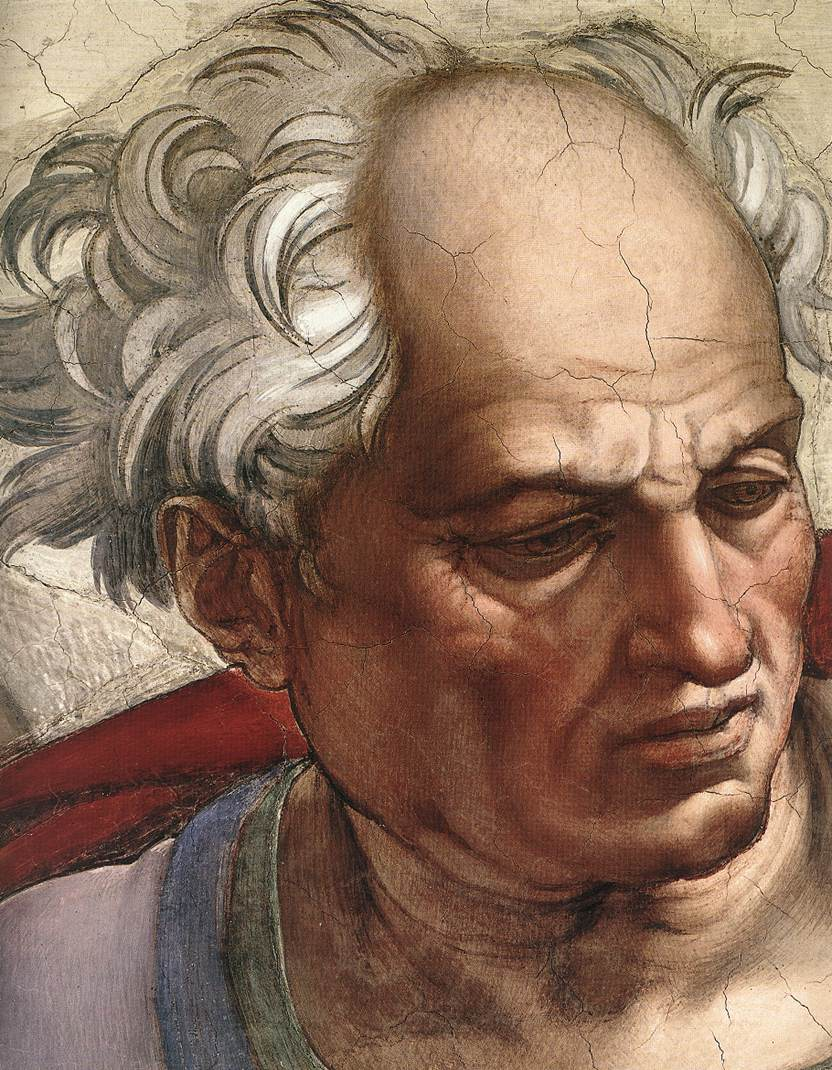
Gioele, dettaglio

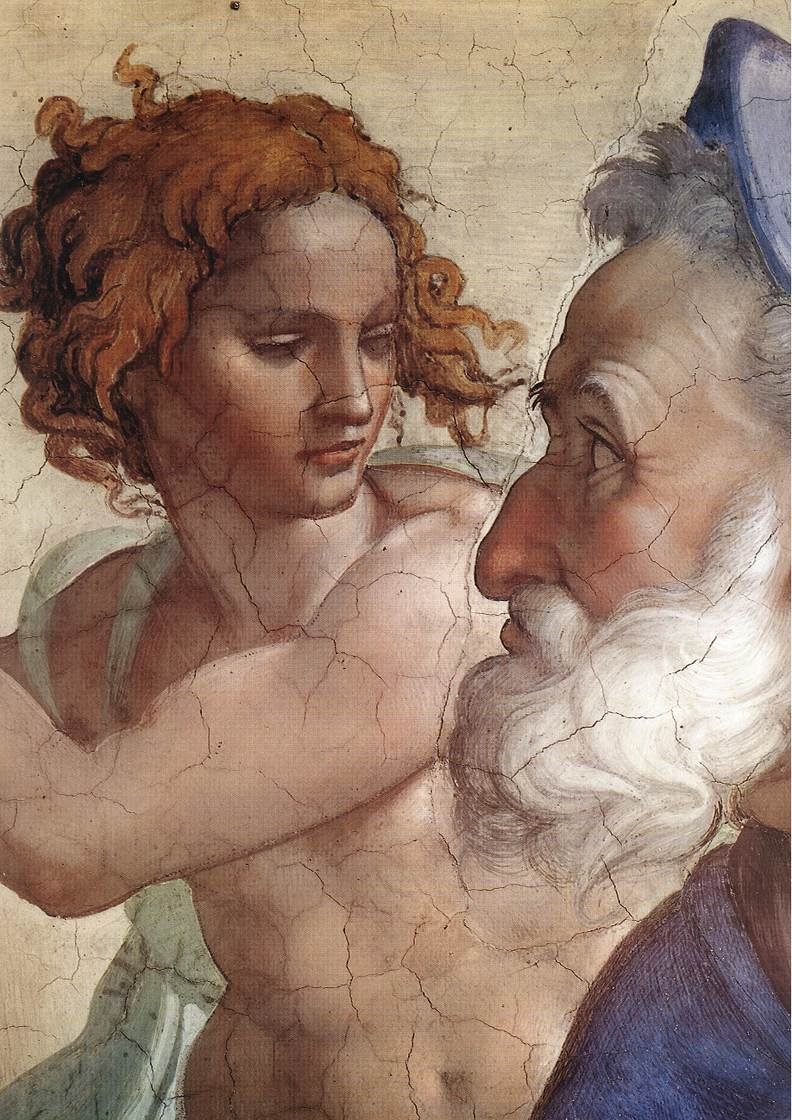
Ezechiele, dettaglio

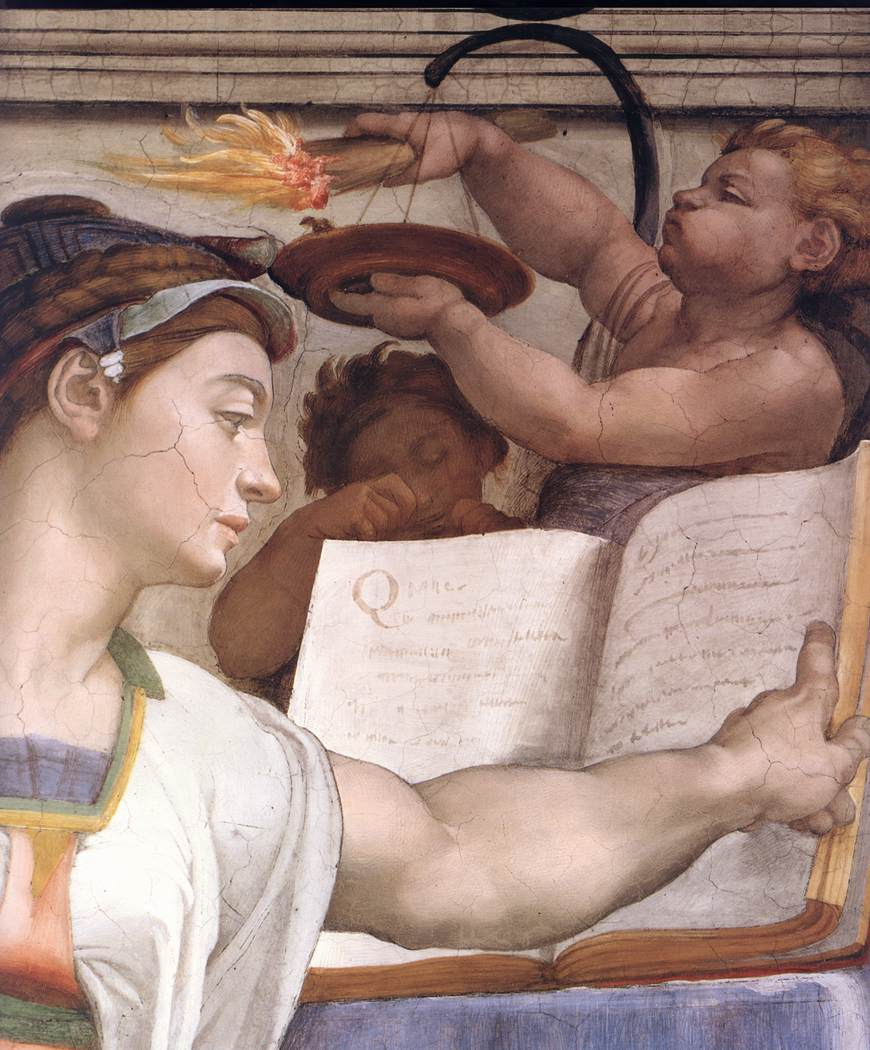
Sibilla Eritrea, dettaglio

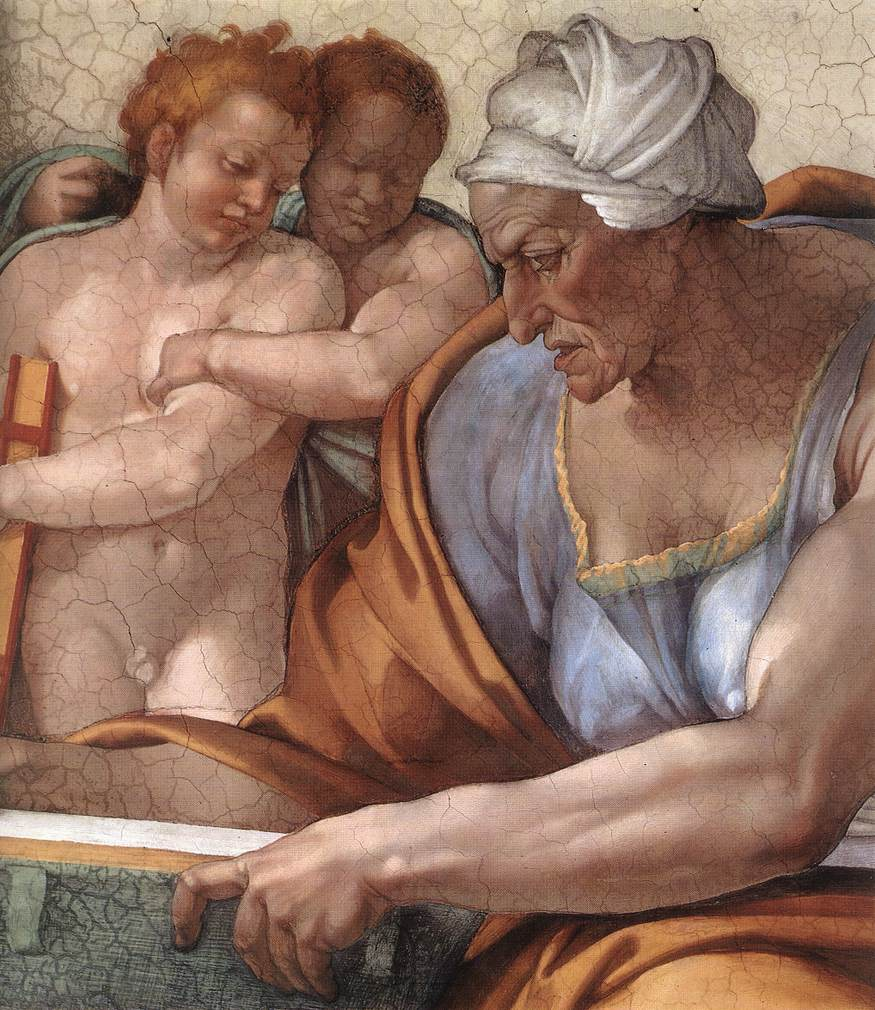
Sibilla Cumana, dettaglio

La serie dei Veggenti decora i peducci della volta della Cappella Sistina. Si tratta di una serie di affreschi con Profeti e Sibille, realizzati da Michelangelo Buonarroti tra il 1508 e il 1512. Ciascuno ha un'altezza variabile tra i 260 e i 298 cm.

## Storia
Michelangelo dipinse le scene della volta, come è noto, procedendo da est verso ovest, cioè in maniera contraria allo sviluppo delle storie sulla Genesi nei riquadri centrali. In particolare avviò a dipingere dalla porzione sopra l'ingresso cerimoniale fino all'altare. Furono necessarie due fasi, per via del ponteggio che copriva metà della cappella e che dovette essere smontato e rimontato. La metà dei lavori doveva essere probabilmente all'altezza originaria della transenna marmorea, più o meno al centro della cappella, di solito indicato in corrispondenza della Creazione di Eva nella quinta campata. La prima fase andò dal 1508 al 1510; la seconda dall'autunno del 1511 all'ottobre del 1512.

## Descrizione e stile
I dodici Veggenti, dalle forme vigorose e sovradimensionate, sono collocati su ampi troni architettonici sui peducci. Ognuno di essi è affiancato da un paio di giovani assistenti e sta in un grande scranno marmoreo, tra due plinti con finti altorilievi di putti a coppie, in varie posizioni. Il loro nome è scritto in tabelle sotto la piattaforma che fa da base al trono: a parte quella di Zaccaria, sotto la quale campeggia lo stemma Della Rovere, ciascuna tabella è retta da un putto.
Il susseguirsi di Sibille e Profeti genera un crescendo, sia figurativo (nelle dimensioni e nella monumentalità) che psichico, dalla calma meditazione di Zaccaria sopra la porta, fino allo sconvolgimento nel pieno del furor profetico di Giona. La maggiore dimensione di quelli più vicini all'altare è ottenuta abbassando il sostegno della base.
Nella teologia rinascimentale le sibille, sebbene appartenenti al mondo pagano, erano spesso associate ai profeti, poiché si ritenevano a pieno titolo partecipi della rivelazione divina, nella misura in cui Dio aveva desiderato, e capaci di annunciare la venuta di Cristo nelle loro profezie. Nelle loro figure mascoline si vede bene come Michelangelo attribuisse possenti fisici muscolosi anche alle figure femminili. Talvolta, ma non sempre, la scelta di un profeta o di una sibilla è legato alla storia rappresentata al centro: ad esempio Geremia, preannunciatore di tempi di scelleratezza e lontananza degli uomini da Dio che verranno però superati con una nuova alleanza (la venuta di Cristo, ma anche la fine dei tempi), si trova vicino alla scena della Separazione della luce dalle tenebre, prefigurazione della separazione dei giusti dai malvagi durante il Giudizio Universale.
Dalla parete di ingresso a quella dell'altare si incontrano:
1. Zaccaria
2. Gioele
3. Sibilla Delfica
4. Sibilla Eritrea
5. Isaia
6. Ezechiele
7. Sibilla Cumana
8. Sibilla Persica
9. Daniele
10. Geremia
11. Sibilla Libica
12. Giona

## Galleria d'immagini

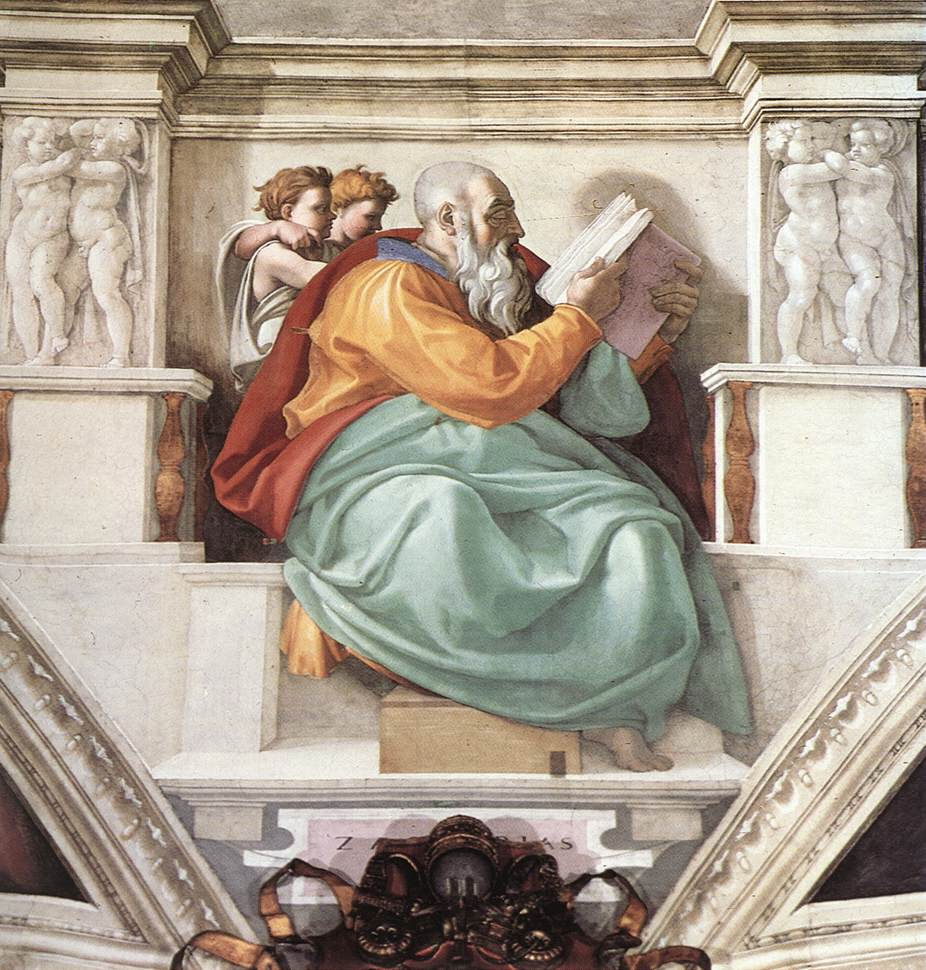
Zaccaria
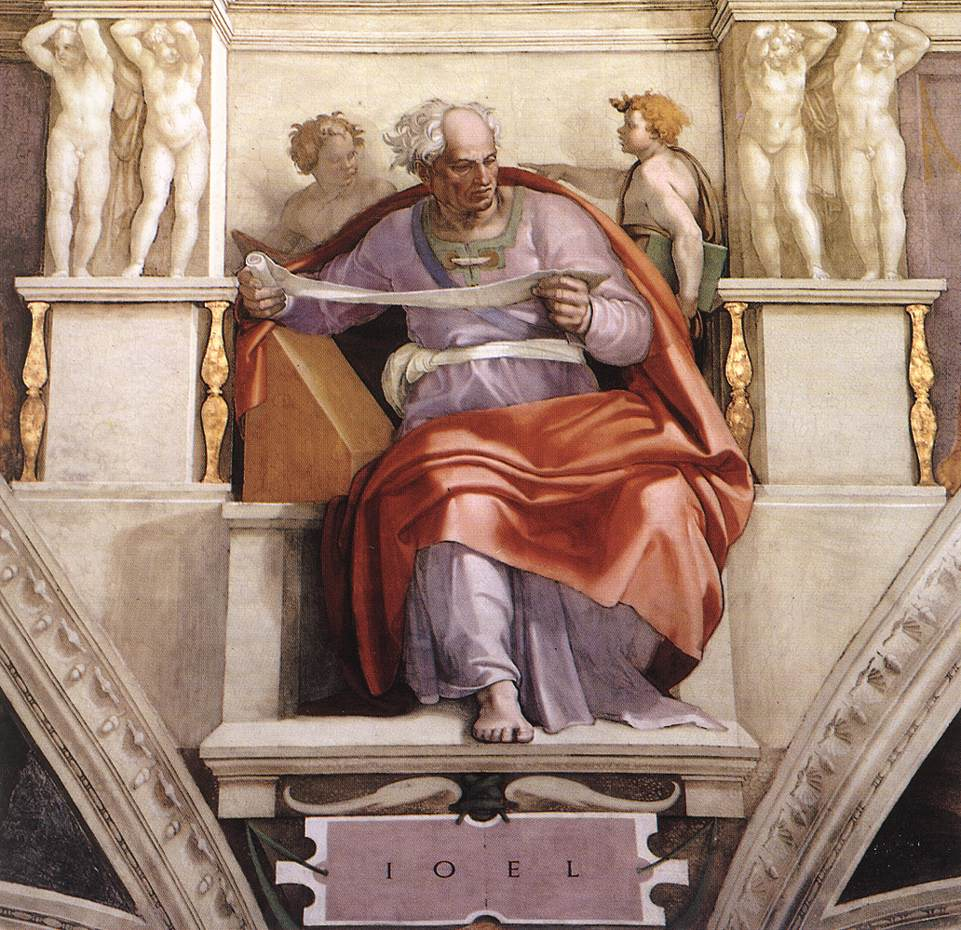
Gioele
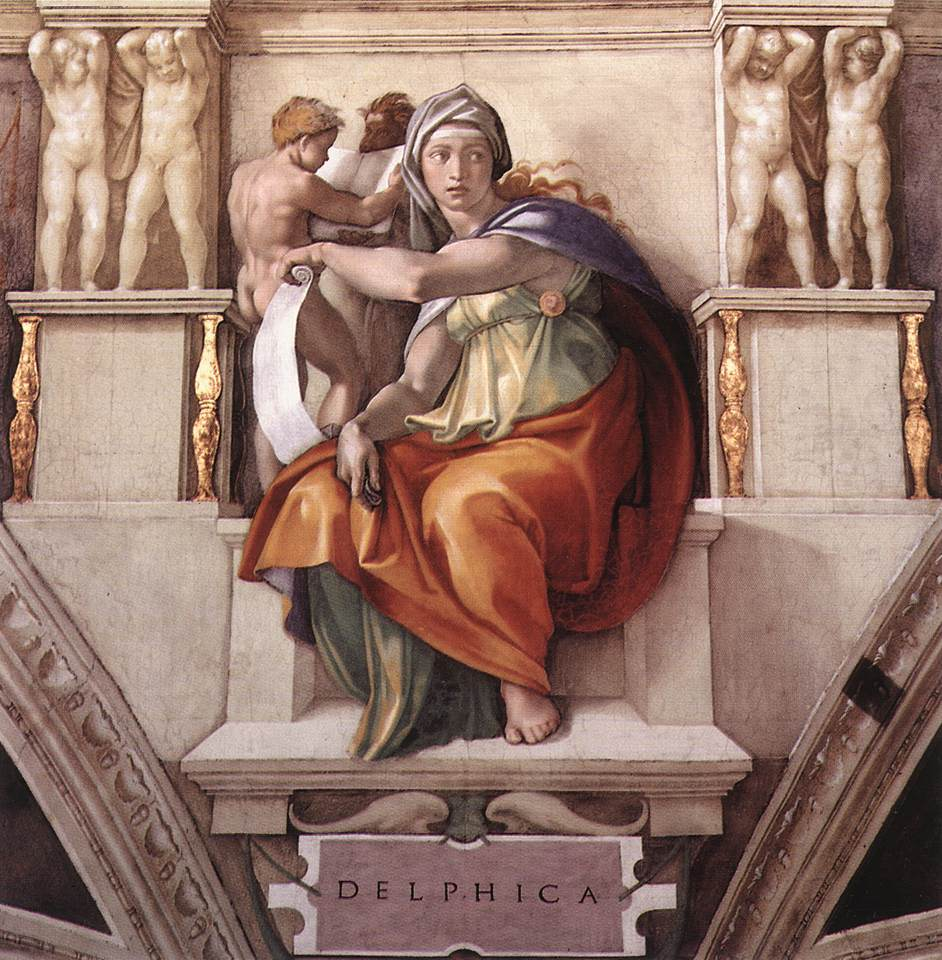
Sibilla Delfica
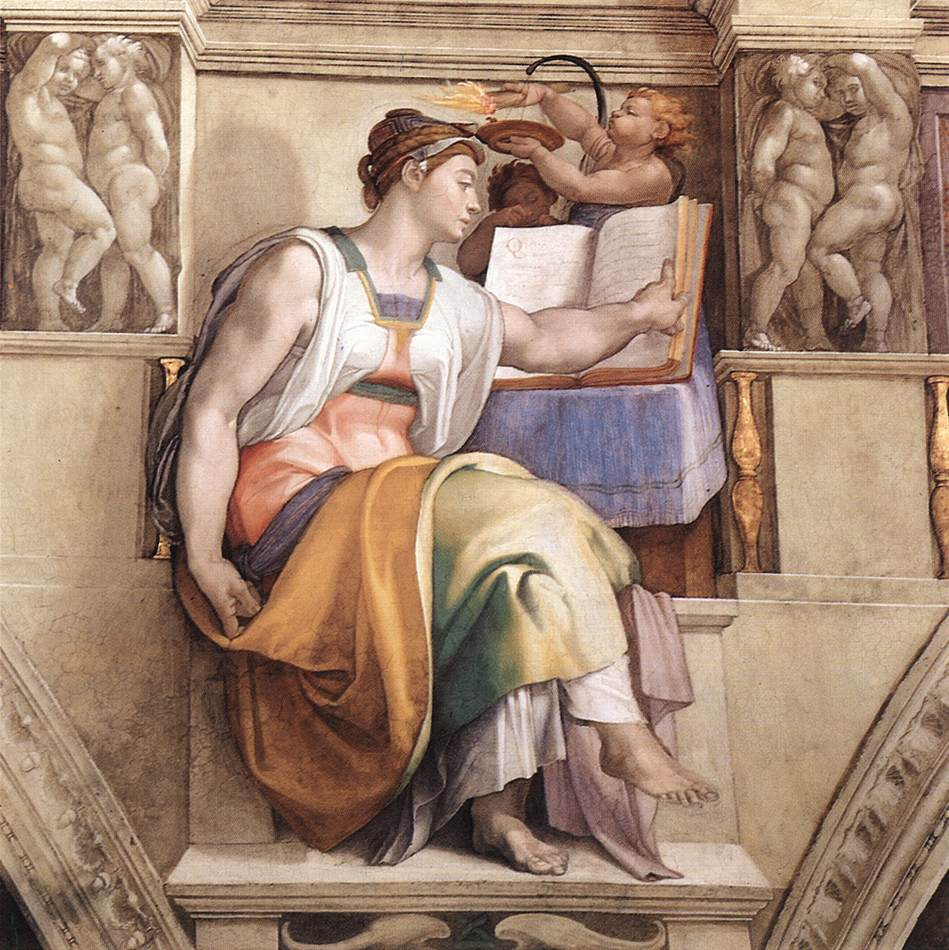
Sibilla Eritrea
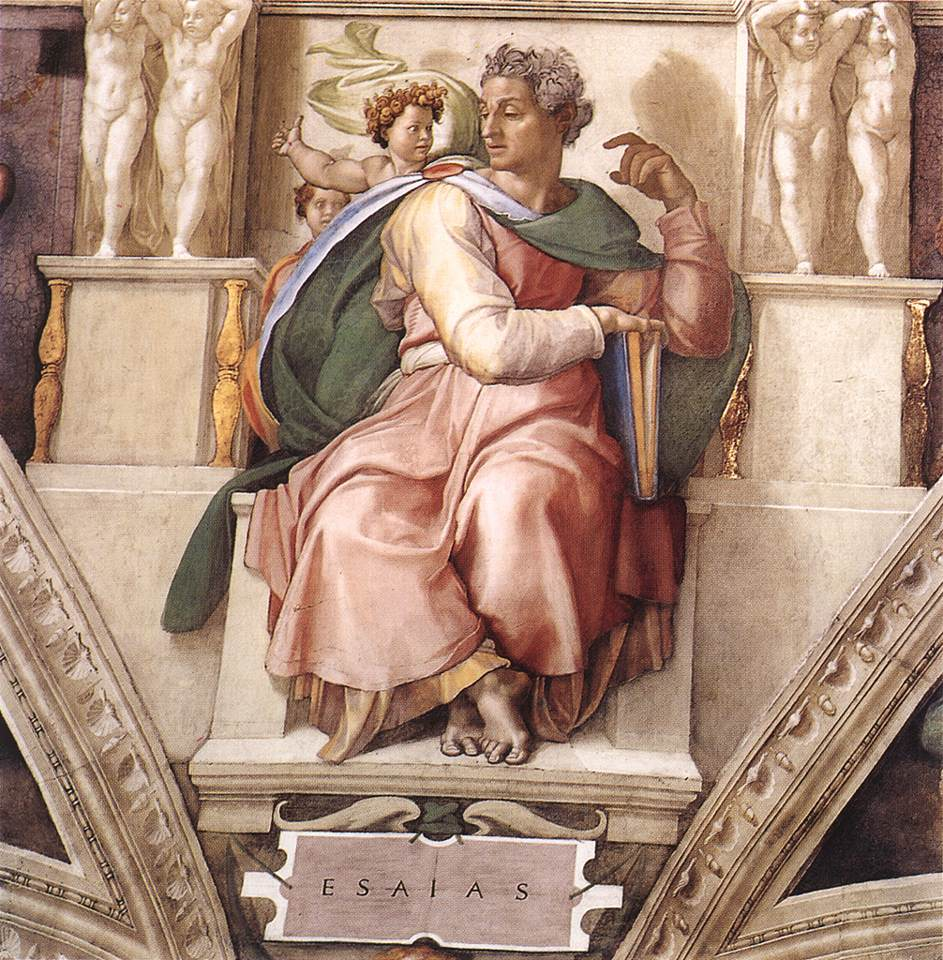
Isaia
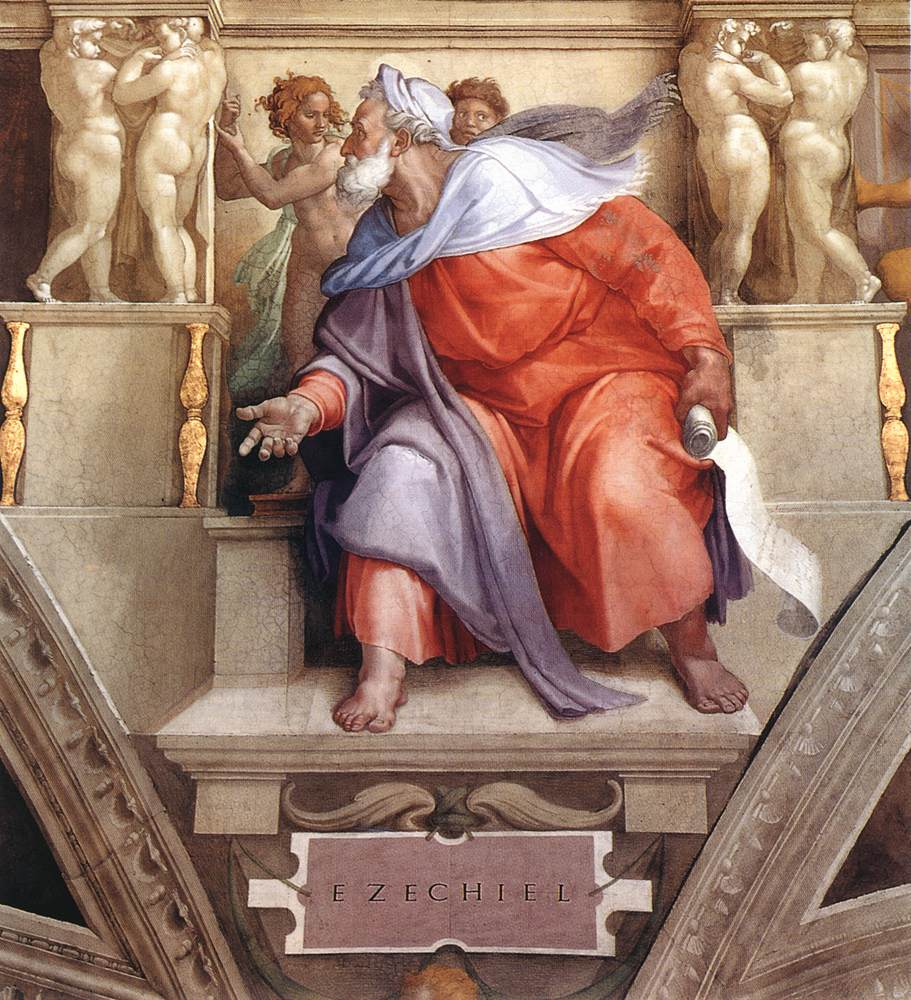
Ezechiele
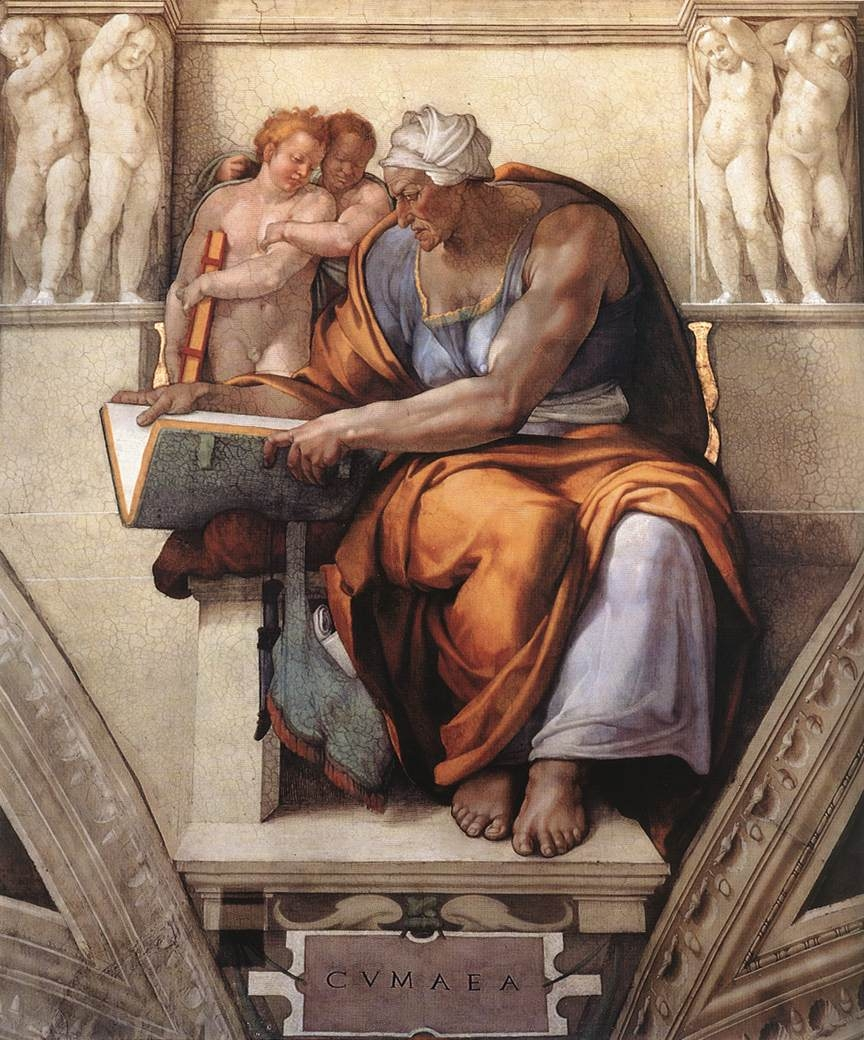
Sibilla Cumana
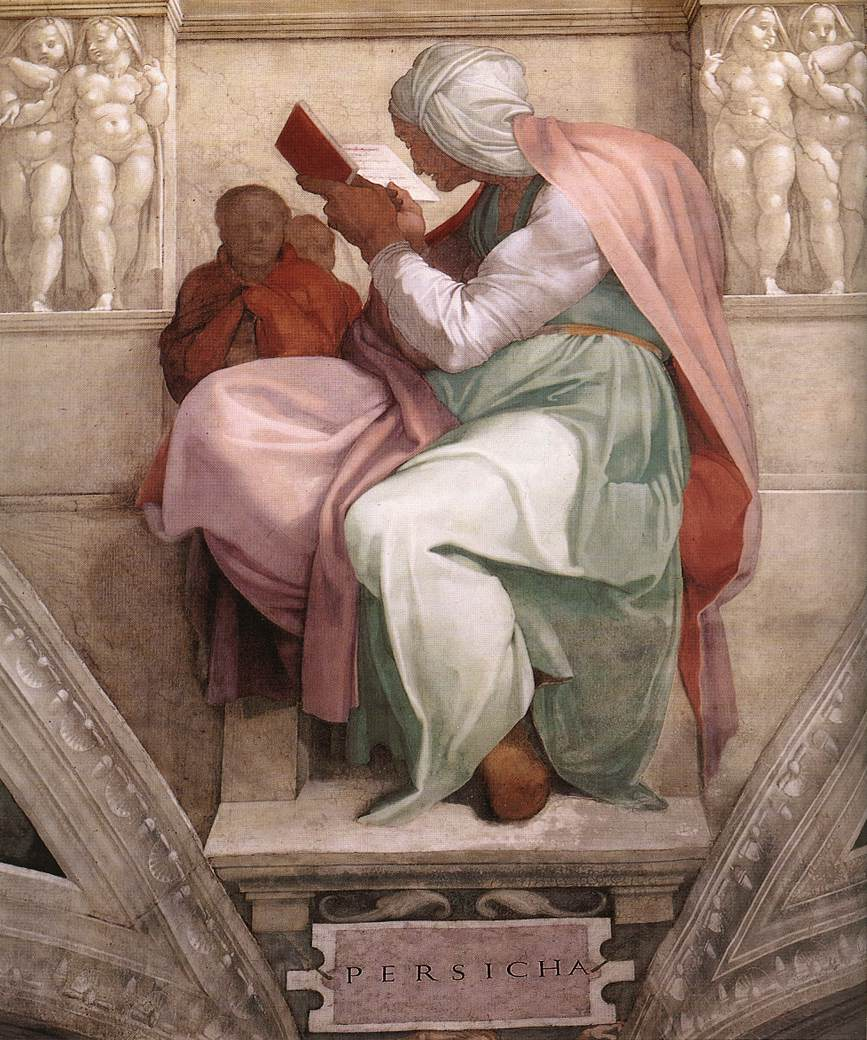
Sibilla Persica
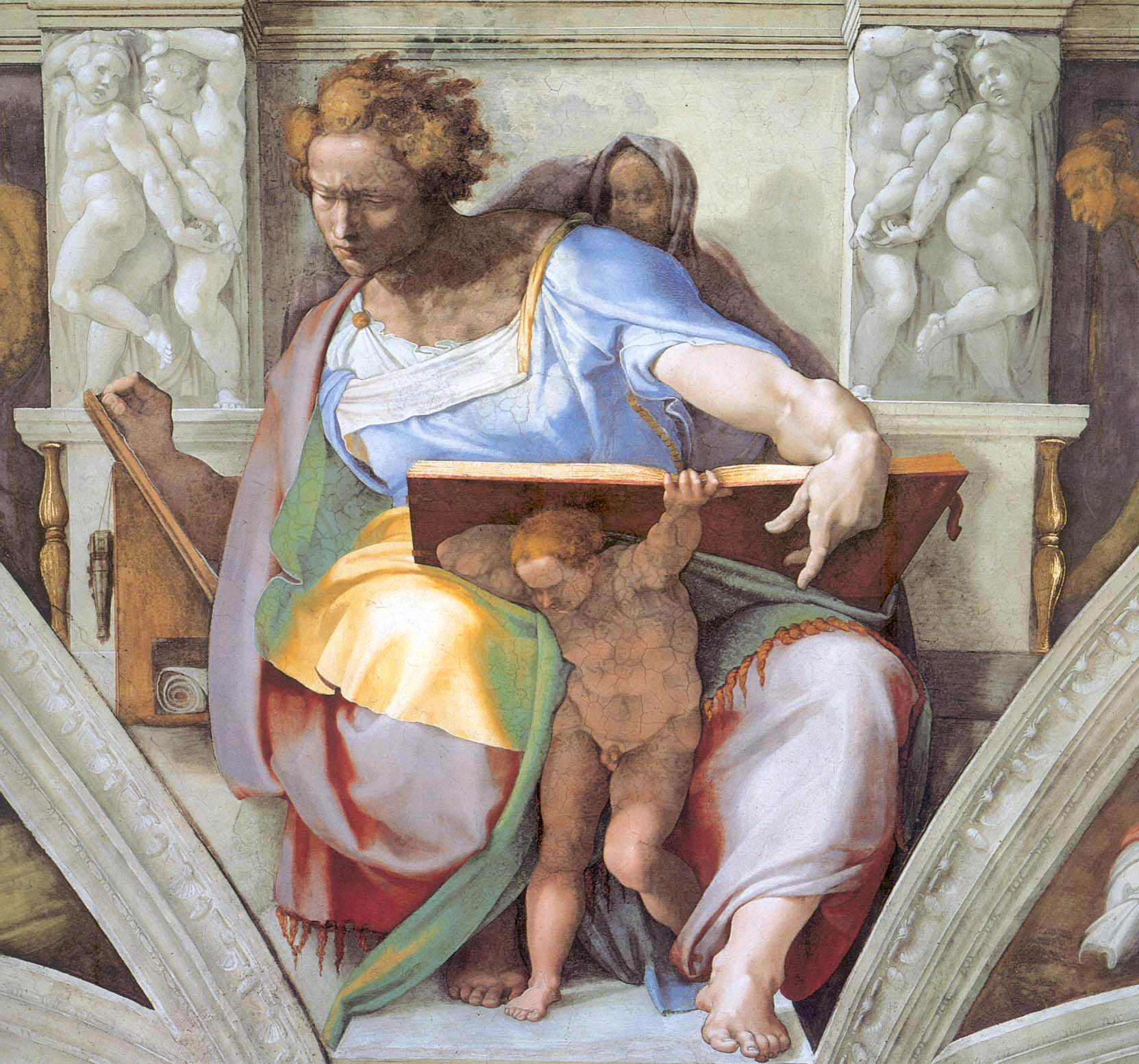
Daniele
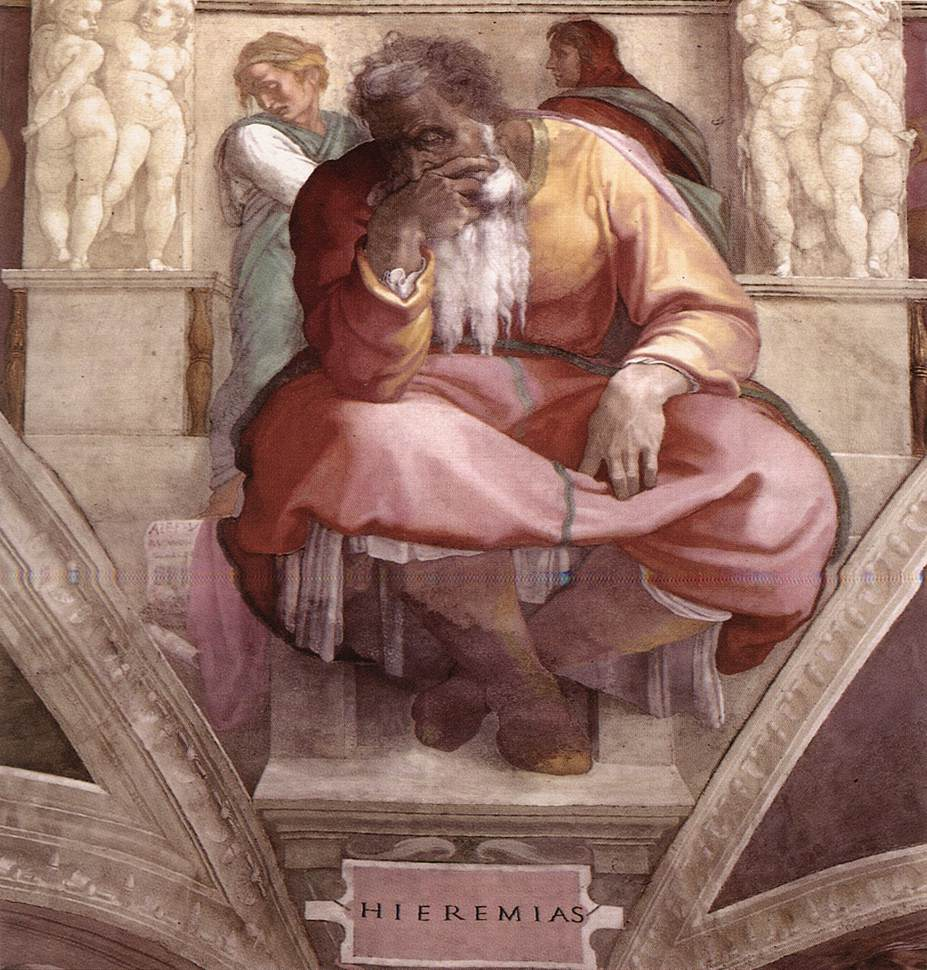
Geremia
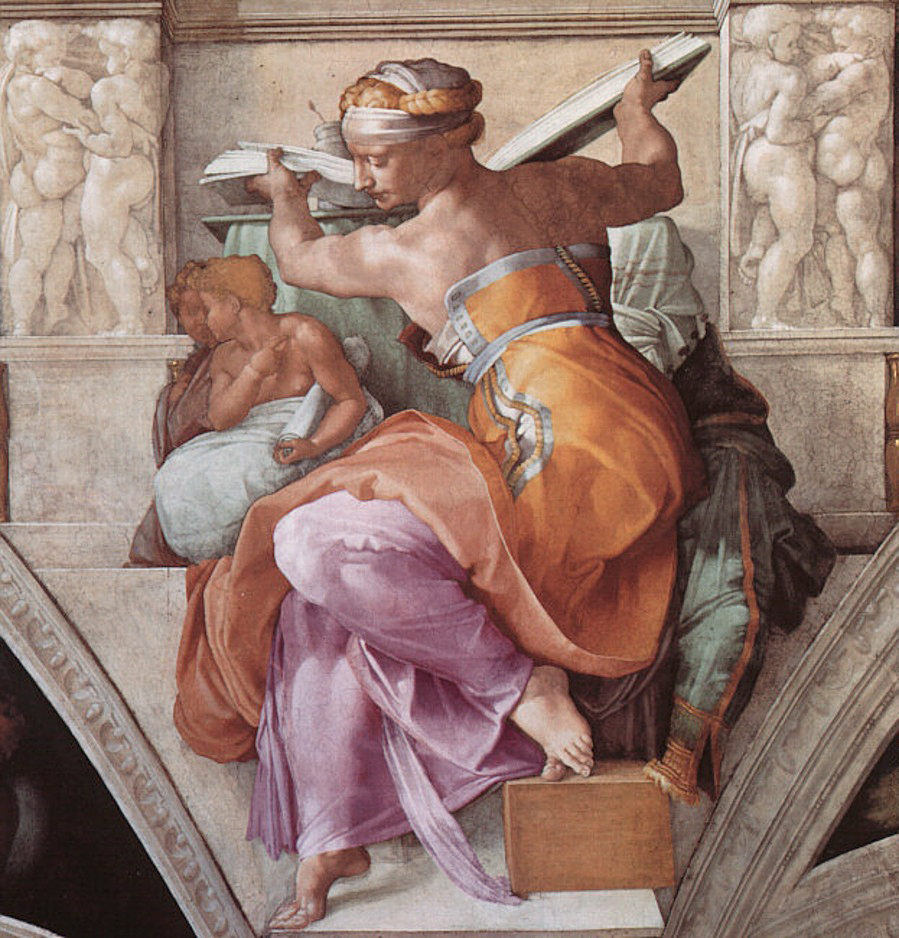
Sibilla Libica
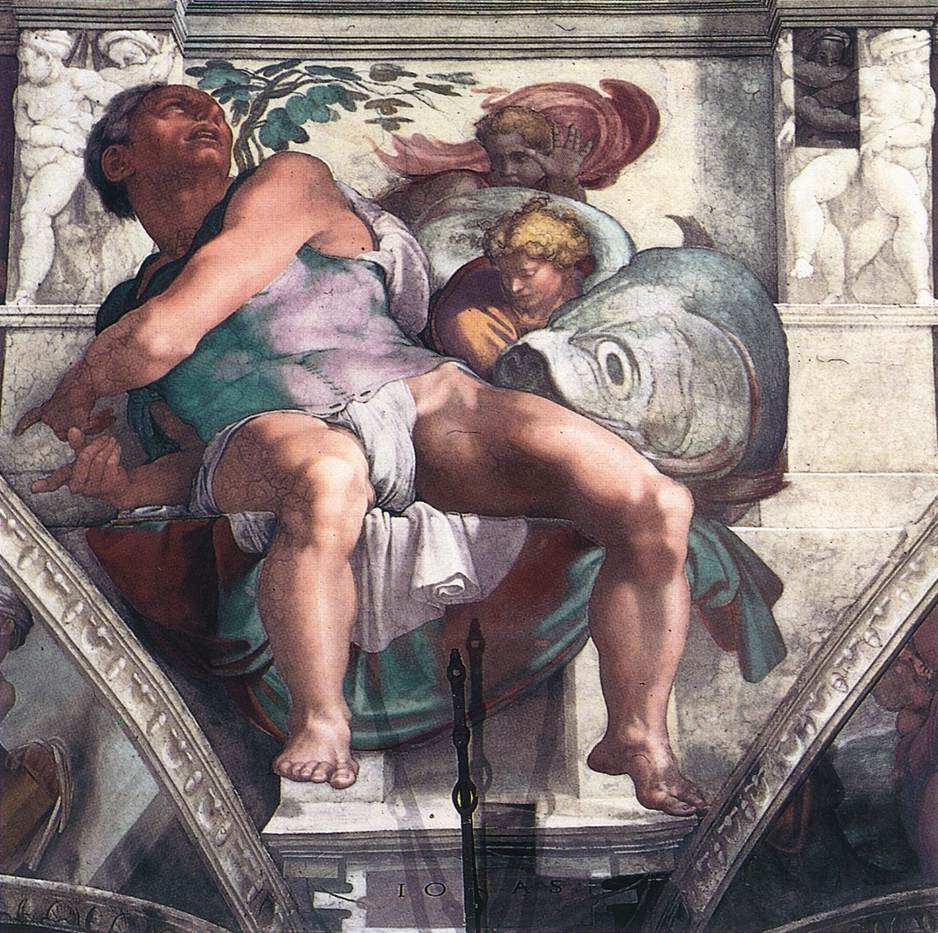
Giona

## I putti-cariatide

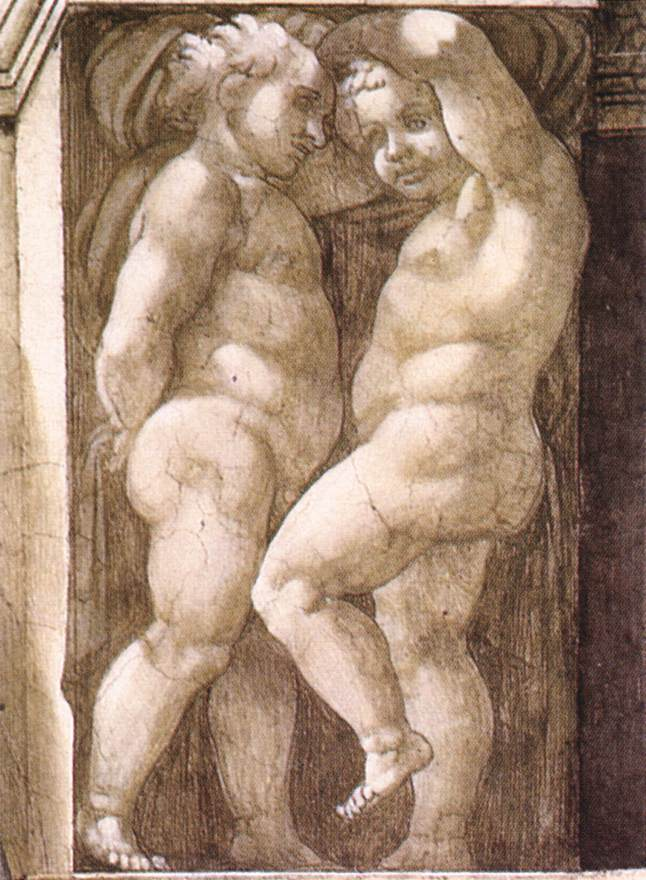
Putti-cariatide ai lati della Sibilla Eritrea

Tra i soggetti decorativi minori della volta ci sono i putti-cariatide che decorano, a coppie, i plinti dipinti ai lati dei troni dei Veggenti. Essi simulano altorilievi in marmo e sono atteggiati a reggere la cornice che inquadra tutta la parte centrale della volta. Nelle coppie di ciascun seggio, Michelangelo, come nei nudi bronzei, ricorse a un medesimo cartone ribaltato, in modo da creare effetti di simmetria complementare, con leggere però variazioni che evitassero uno schema troppo rigido. Alla pari delle altre decorazioni della volta, anche i putti cariatide rispondono a un desiderio di varietà e movimento, con spesso torsioni che anticipano l'arte manierista. Ogni coppia è formata da un maschio e una femmina e tra gli atteggiamenti ritratti ci sono quello della lotta (ai lati di Zaccaria), dello sforzo nel reggere la cornice anche sporgendosi dallo spazio fisico assegnato (Delfica, Gioele), di svago, di rotazione di spalle (Ezechiele), di abbraccio (Libica), di allontanamento (Gioele). Quelli accanto alla Persica hanno il capo velato. 
Nel tempo la critica ha assegnato a queste figure vari significati simbolici, che tuttavia non devono essere necessariamente presenti in quello che è essenzialmente un motivo decorativo.

## I putti reggitarga

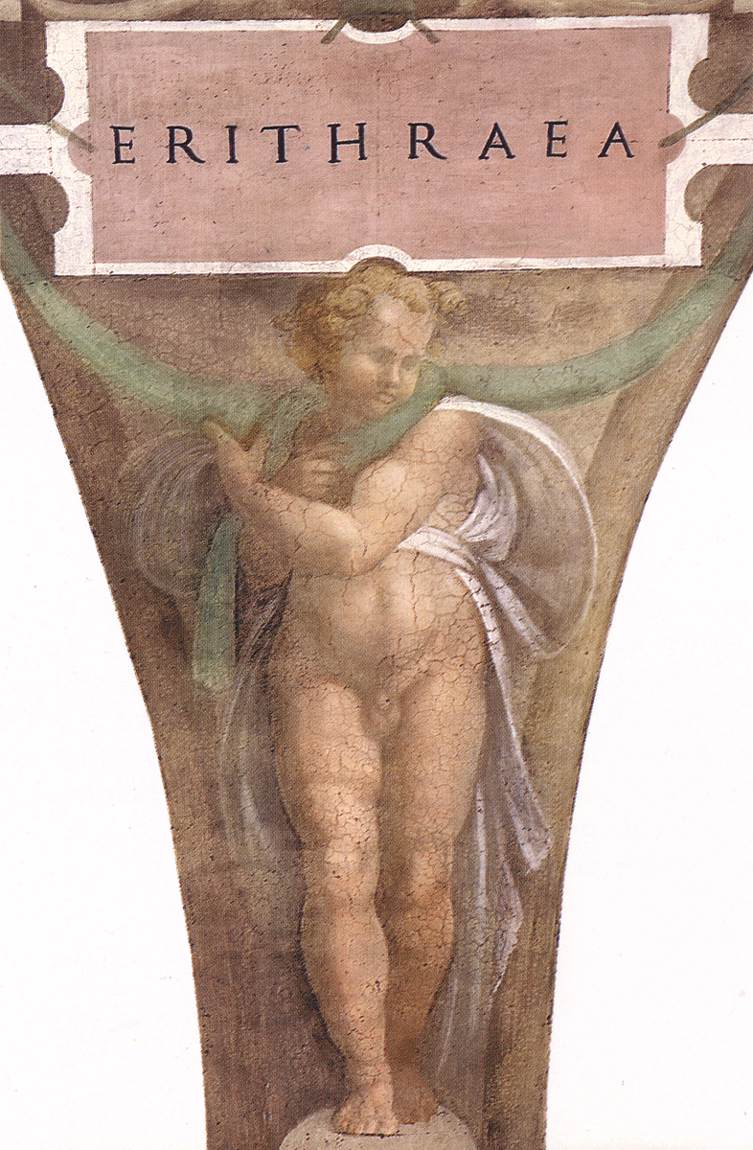
Putto reggitarga sopra la Sibilla Eritrea

Sotto ciascun trono dei Veggenti si trovano finte targhe in marmo col rispettivo nome in latino, che ne facilitano l'identificazione. Esse sono rette da putti atteggiati in varie posizioni: nelle prime tre coppie che si fronteggiano lungo le pareti laterali della cappella venne usato un medesimo cartone ribaltato, in seguito vennero usati schemi più liberi. Essi rimpiccioliscono andando verso l'altare perché ingrandiscono le figure superiori rispettive dei Veggenti. Le tabelle di Zaccaria e Giona non presentano putti.